# Cruciada a doua

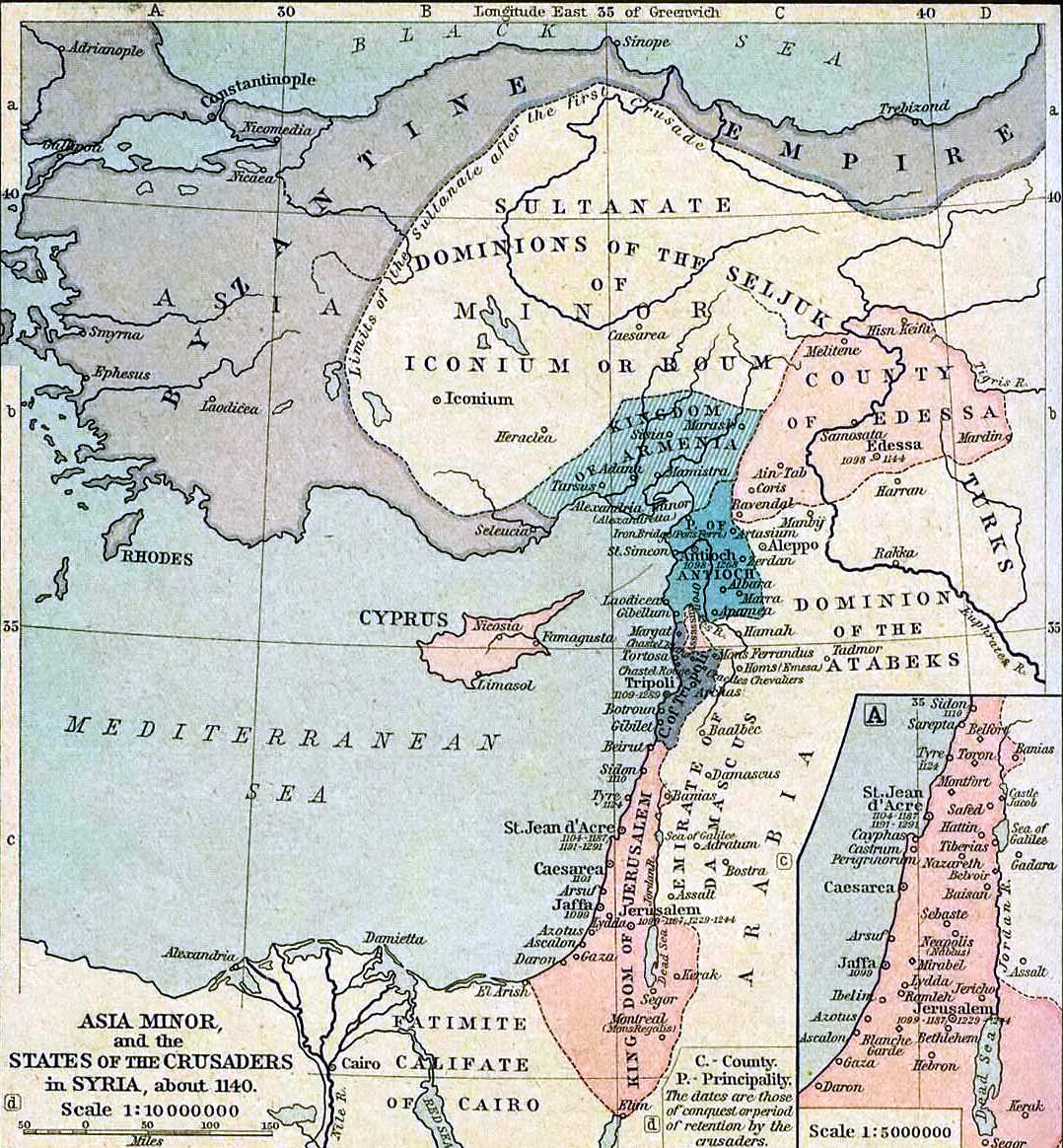
Cucerirea Comitatului Edessei de către musulmani a fost principala cauză a organizării celei de-a doua cruciade.

Cruciada a doua a fost a doua cruciadă importantă organizată în Europa, care avea în 1145 ca obiectiv eliberarea Comitatului Edessei, care fusese cucerită de musulmani un an mai devreme. Comitatul Edessei fusese primul stat cruciat înființat în timpul primei cruciade (1095–1099). Cruciada a doua a fost inițiată de Papa Eugen al III-lea și a fost prima cruciadă condusă de regi europeni (Ludovic al VII-lea al Franței și Conrad al III-lea al Germaniei) și la care participau corpuri de oaste ale celor mai importanți nobili de pe continent. Armatele celor doi regi au călătorit separat spre Constantinopol, fiind în oarecare măsură stânjenite în deplasarea lor de către bazileul Manuel I Comnen. După ce au traversat teritoriul bizantin și au intrat în Anatolia, cele două armate au fost înfrânte separat de armata turcilor selgiucizi. Ludovic, Conrad și resturile armatelor lor au ajuns în cele din urmă la Ierusalim și, în 1148, au organizat un atac împotriva Damascului. Expediția spre răsărit a fost un eșec de proporții pentru creștini și un factor important de creștere a încrederii musulmanilor în forțele lor. Ca urmare, musulmanii aveau să organizeze asediul Ierusalimului, pe care l-au și cucerit de altfel în 1187. Răspunsul creștinilor a fost cruciada a treia de la sfârșitul secolului al XII-lea.
Singurul succes important al cruciaților a fost înregistrat în afara bazinului mediteranean. O armată formată din cruciați flamanzi, frizoni, normanzi, englezi, scoțieni și germani, în drumul lor pe mare spre Țara Sfântă, s-a oprit în Portugalia și a contribuit la cucerirea Lisabonei în 1147. Între timp, în Europa Răsăriteană începuse cruciada nordică, care avea ca scop convertirea forțată a triburilor păgâne la Creștinism, luptă care avea să dureze mai multe secole.

## Contextul istoric
Formarea statelor latine în Orientul Apropiat, prezența unui număr mare de străini, a unor trupe străine au fost întâmpinate cu dușmănie de populația autohtonă. Cronicarul Guillaume din Tir consemna, în veacul XII, vrăjmășia și dorința de răzbunare care pusese stăpânire pe turci și pe arabi, mai ales pe aceștia din urmă: Ei erau cei mai aprigi dușmani-spunea Guillaume-ai poporului nostru  și cu atât mai grav era că ei trăiau în țara noastră și nuexistă ciumă mai periculoasă decât dușmanul care trăiește în sânul familiei. Ei nu numai că omorau pe ai noștri, când aceștia mergeau singuri pe străzi, sau îi prindeau și îi vindeau apoi în robie la păgâni, ci se și împotriveau să lucreze pe câmp pentru a distruge pe ai noștri cu foamea.  Preferau să rabde de foame în loc să facă vreun serviciu poporului nostru, considerându-l dușman. Nu numai în afara orașelor drumurile erau nesigure, dar și în casele din interiorul zidurilor orașelor, cu greu se putea găsi un loc liniștit și nepericulos, deoarece numărul populației era mic, iar găurile din ziduri permiteau dușmanilor să intre în oraș; noaptea ei năvăleau peste puținii locuitori, omorând pe mulți chiar în casele lor
În aceste condiții, în Asia Mică, s-a produs un reviriment al musulmanilor. O contracruciadă turcă, un Jihad a fost organizat din inițiativa sultanului Persiei, Muhammad, cu concursul califului din Bagdad, de care teoretic țineau încă toate sultanatele și emiratele. 
După succesul primei cruciade, în Orientul Mijlociu au fost înființate trei state cruciate: Regatul Ierusalimului, Principatul Antiohiei și Comitatul Edessei. Un al patrulea, Comitatul Tripolelui a fost înființat în 1109. Edessa era cel mai nordic stat dintre toate cele de mai sus, cel mai puțin puternic și mai slab populat. Din aceste motive, Comitatul Edessa a fost atacat de mai multe ori de statele musulmane vecine. Contele Balduin al II-lea și viitorul conte Josselin de Courtenay au fost luați prizonieri după înfrângerea lor în bătălia de la Harran din 1104. Balduin și Josselin au fost din nou luați prizonieri în 1122, și, după ce Edessa s-a refăcut într-o oarecare măsură după bătălia de la Azaz din 1125, Josselin a fost ucis în luptă în 1131. Succesorul său Josselin al II-lea a fost obligat să se alieze cu Imperiul Bizantin, dar în 1143 atât bazileul Ioan al II-lea Comnen cât și regele Ierusalimului Fulk de Anjou au murit. Josselin se certase între timp cu principele Antiohiei și cu cel al Tripolelui, ceea ce a lăsat Edessa fără niciun aliat puternic.
Între timp, selgiucidul Zengi, atabegul Mosulului, cucerise deja Alepul în 1128. Alepul era cheia puterii în Siria, motiv de dispute între conducătorii din Mosul și cei din Damasc. Atât Zengi cât și regele Balduin al II-lea și-au concentrat atenția asupra Damascului. Balduin a fost învins în fața porților Damascului în 1129. Damascul, condus în acea vreme de dinastia Buridă, s-a aliat cu regele Fulk atunci când Zengi a asediat orașul în 1139 și în 1140. Această alianță a fost negociată de cronicarul arab Usamah ibn Munkidh.
La sfârșitul anului 1144 Josselin al II-lea, aliat cu dinastia Artuqidă, a plecat din Edessa cu aproape întreaga sa armată să-și sprijine aliatul Kara Aslan împotriva Alepului. Zengi, care încerca să obțină un avantaj după moartea regelui Fulk din 1143, s-a grăbit să asedieze Edessa. Orașul a fost cucerit pe 24 decembrie 1144. Manasses de Hierges, Filip de Milly și alți luptători cruciați au fost trimiși din Ierusalim în sprijinul Edessei, dar au ajuns prea târziu. Josselin al II-lea a continuat să conducă din noua capitală de la Turbessel ceea ce mai rămăsese din comitat, dar treptat restul teritoriului a fost cucerit sau vândut Imperiului Bizantin. Zengi a fost slăvit în lumea islamică drept „apărător al dreptei credințe” și al-Malik al-Mansur („rege victorios”). El nu a declanșat un atac împotriva resturilor Comitatului Edessei sau împotriva Principatului Antiohiei așa cum se temea toată lumea creștină, deoarece a trebuit să se întoarcă acasă să rezolve problemele apărute la Mosul. Zengi a fost asasinat în Alep de un sclav, fiind urmat la conducere dce fiul său Nur ad-Din. Josselin a încercat să profite de moartea lui Zengi și să recucerească Edessa, dar Nur ad-Din a apărat cu succes orașul în noiembrie 1146.

## Reacțiile occidentale
Veștile despre căderea Edessei au fost aduse în Europa pentru prima oară de pelerini la începutul anului 1145, iar după aceea de ambasadorii din Antiohia, Ierusalim sau Armenia. Episcopul Hugo de Jabala a adus vestea Papei Eugen al III-lea, care a emis bula papală Quantum praedecessores pe 1 decembrie 1145, cerând organizarea unei a doua cruciade. Hugo i-a povestit Papei și despre existența unui rege ortodox despre care se spera că va aduce salvarea statelor curiate. Este prima oară când este menționat legendarul rege-patriarh Ioan. Această cruciadă a fost concepută ca să fie mai bine organizată și mai strict controlată la nivel central decât prima cruciadă. Anumiți preoți urmau să fie desemnați de papă pentru îndrumarea spirituală a cruciaților, armatele urmau să fie conduse de cei mai puternici regi ai Europei, iar ruta de deplasare urma să fie planificată cu mult timp înaintea plecării. Primele răspunsuri primite la noua bulă papală au fost slabe și bula a trebuit să fie reemisă atunci când a fost sigur că regele Ludovic al VII-lea va lua parte la cruciadă. Ludovic al VII-lea al Franței luase în considerație organizarea unei cruciade independente de  cea inițiată pe papă, după cum anunțase de altfel public în ziua de Crăciun a anului 1145. Nu este clar până azi dacă regele Ludovic plănuise organizarea unei expediții militare sau doar a unui pelerinaj în Țara Sfântă, după cum jurase fratele său Filip, care însă murise mai înainte de a reuși să viziteze locurile sfinte. Este posibil ca Ludovic să fi luat decizia mai înainte să fi auzit de bula papală. În mod sigur însă, Abbot Suger și alți nobili nu erau de acord cu planurile lui Ludovic, monarhul trebuind să lipsească de la cârma regatului pentru câțiva ani. Ludovic s-a  sfătuit cu Bernard de Clairvaux, care l-a pus la curent cu dorința papei. Acum, când regele Ludovic a cunoscut conținutul bulei papale, Eugen al III-lea l-a sprijinit entuziast în organizarea cruciadei. Bula a fost reemisă pe 1 martie 1146, iar Bernard a fost autorizat să propovăduiască cruciada în toată Franța.

## Bernard de Clairvaux și predicile în favoarea cruciadei
Entuziasmul care se manifestase în rândurile poporului în 1095 și 1096 pierise în acele vremuri. Totuși, Bernard de Clairvaux, unul dintre cei mai faimoși și mai respectați oameni ai creștinilor de la începutul secolului al XII-lea, a hotărât să propovăduiască ridicarea la luptă sub umbra crucii ca fiind cel mai puternic mijloc pentru obținerea iertării păcatelor și a milei divine. Pe 31 martie, în prezența regelui Ludovic, el a ținut o predică în fața unei mulțimi uriașe pe câmpul de la Vézelay. Bernard, „predicatorul cu limba de miere”, a reușit să capteze atenția mulțimii cu discursul său înflăcărat. Spre deosebire de prima cruciadă, noua expediție a atras membrii familiilor regale, așa cum a fost Eleonora de Aquitania, regina Franței, Thierry de Alsacia, conte de Flandra, Henricen I, viitorul conte de Champagne, Robert I de Dreux, fratele regelui, Alfonso I de Toulouse, Guillaume al II-lea de Nevers, Guillaume al III-lea de Warenne, Hugo al VII-lea de Lusignan și mulți alți aristorcrați și clerici de frunte.
Un sprijin și mai important a venit din partea oamenilor de rând. Bernard a scris Papei că, la câteva zile după prima predică, „am deschis gura, am vorbit și de-odată cruciații s-au înmulțit la infinit. Satele și orașele sunt acum pustii. De-abia dacă mai găsești un bărbat la șapte femei. Peste tot vezi văduve ale căror bărbați sunt încă în viață”.
S-a luat decizia ca luptătorii cruciați să plece după un an, în care timp trebuiau să facă pregătiri și să hotărască pe ce drum vor merge spre Țara Sfântă. Ludovic și Eugen au primit asigurări de sprijin din partea regilor al căror teritorii urmau să fie traversate: Géza al Ungariei, Roger al II-lea al Siciliei și împăratul bizantin Manuel I Comnen, deși acesta din urmă dorea ca luptătorii cruciați să depună un jurământ de  fidelitate față de el, tot așa cum ceruse și bunicul lui, Alexie I Comnenul.
Între timp, Bernard a continuat să predice în Burgundia, Lorena și Flandra. Ca și în cazul primei cruciade, predicile au dus la atacuri nechibzuite împotriva comunităților de evrei. Un călugăr fanatic german pe nume Rudolf a fost se pare inițiatorul masacrării evreilor din Rhineland, Köln, Mainz, Worms și Speyer. Rudolf pretindea că evreii nu contribuie din punct de vedere financiar la completarea fondurilor necesare pentru salvarea Țării Sfinte. Bernard și arhiepiscopul Kölnului și Mainzului s-au opus cu vehemență acestor atacuri. Bernard a călătorit din Flandra în Germania ca să rezolve problema, reușind să potolească mulțimile, iar pe Rudolf consemnându-l într-o mânăstire.
Câtă vreme se mai afla în Germania, Bernard a propovăduit cauza cruciadei și lui Conrad al III-lea al Germaniei în noiembrie 1146, dar Conrad nu s-a arătat dornic să participe personal la luptă, predicile continuând însă în sudul Germaniei și în Elveția. În decembrie, când s-a reîntors din Elveția, Bernard s-a oprit la Speyer, unde, la o slujbă ținută în prezența lui Conrad, a întrebat: „Omule, ce ar trebui să mai fac pentru tine și nu am făcut?” Conrad nu a mai rezistat presiunilor și s-a alăturat cruciadei împreună cu mai mulți nobili, printre ei aflându-se și Frederic al II-lea al Suabiei. La fel ca și la Vézelay mai înainte și din Germania s-au înrolat numeroși oameni de rând.
Papa a autorizat organizare cruciadei și în Spania, deși aici războiul împotriva maurilor avea o oarecare vechime. Papa a oferit lui Alfonso al VII-lea al Castiliei aceeași indulgență pe care o asigurase și cruciaților francezi și, la fel ca Papa Urban al III-lea în 1095, i-a îndemnat pe spanioli să lupte mai degrabă pentru eliberarea propriilor teritorii decât să se alăture cavalerilor care urmau să se îndrepte către Țara Sfântă. Papa a autorizat mai multe orașe: Marsilia, Pisa, Genova și alte câteva să lupte de asemenea în Spania, dar a făcut presiuni asupra regilor italieni precum Amadei al III-lea al Savoiei să pornească în expediție spre răsărit. Eugen nu dorea ca la cruciadă să ia parte și Conrad, sperând în schimb ca împăratul german să-i ofere sprijinul său pentru pretențiile scaunul papal din Roma. De asemenea, Eugen al III-lea a autorizat organizarea unei cruciade în teritoriile germanice împotriva păgânilor slavi. Războaiele dintre germani și slavi durau de ceva vreme și a fost nevoie de puterea de convingere a lui Bernard pentru a se oferi indulgențe germanilor care luptau împotriva slavilor. Expedițiile germanilor nu era de natură tradițională cruciată, de vreme ce se lupta împotriva păgânilor, nu împotriva musulmanilor și nu aveau nicio legătură cu Țara Sfântă. Astfel, a doua cruciadă a avut o caracteristică diferită față de cea dintâi.

## Pregătirile
Pe 6 februarie 1147, cruciații francezi s-au întâlnit la Étampes pentru a discuta despre ruta de deplasare. Germanii hotărâsără să se deplaseze pe drumuri terestre prin Ungaria, dat fiind faptul că Roger al II-lea era dușmanul lui Conrad, iar deplasarea pe calea apei ieșea din discuție din considereante politice. Numeroși nobili francezi nu aveau încredere în ruta terestră, care i-ar fi dus prin Imperiul Bizantin, a cărui reputație mai avea încă de suferit datorită zvonurilor colportate de primii cruciați. Până la urmă s-a hotărât ca francezii să-i urmeze totuși pe germanii lui Conrad (15 iunie). Roger al II-lea s-a simțit jignit și a refuzat să mai participe la expediție. În Franța, abatele Suger și contele Guillaume de Nevers au fost aleși ca regenți pe vremea cât regele era plecat în cruciadă.
În Germania s-a continuat propovăduirea cruciadei de către Adam de Erbach și Otto de Freising. Pe 13 martie, fiul lui Conrad, Frederic, a fost ales rege, sub regența arhiepiscopului Mainzului. Germanii au plănuit să plece în mai și să se reunească cu forțele franceze la Constantinopol. În timpul preparativelor pentru cruciadă, alți prinți germani au extins ideea războiului sfânt și la zonele locuite de triburile slave aflate la nord-estul Sfântului Imperiu Roman, fiind îndemnați de Bernard să lanseze o cruciadă împotriva lor. Pe 13 aprilie, Papa Eugen al III-lea a autorizat această cruciadă, pe care o compara cu acțiunile creștinilor din  Spania și Palestina. În 1147 a fost declanșată cruciada nordică.

## Cruciada din Spania și Portugalia

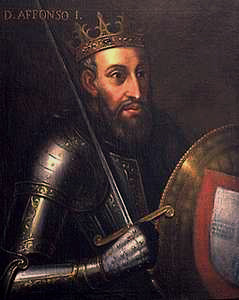
Alfonso I al Portugalie

La mijlocul lui mai, au plecat din Anglia primele contingente de luptători pentru cruce, unitățile lor fiind formate din flamanzi, frigieni, normanzi, englezi, scoțieni și germani. Această armată a cruciaților nu era condusă de niciun principe sau rege, Anglia aflându-se în plin război civil. Cruciații veniți din Anglia au sosit la Porto în iunie, aici fiind convinși de episcopul local să continue marșul spre Lisabona, oraș spre care se deplasa deja regele Alfonso. De timp ce cruciada spaniolă fusese deja binecuvântată de papă și perspectiva era să se lupte cu musulmanii, cruciații au fost de acord. Asediul Lisabonei a început pe 1 iulie și a durat până pe 24 octombrie, când orașul a fost cucerit de cruciați, care totuși nu s-au putut abține să nu se dedea la jafuri mai înainte de a-l preda regelui Alfonso. Mai mulți cruciați s-au stabillit în Lisabona, iar Gilbert de Hastings a fost ales episcop, dar cei mai mulți cruciați au plecat mai departe în februarie 1148. Cam în același timp, spaniolii sub conducerea lui Alfonso al VII-lea al Castiliei și a lui Ramon Berenguer al IV-lea al Barcelonei au cucerit Almería. În 1148 și 1149, victoriile spaniolilor au continuat cu eliberarea altor orașe: Tortosa, Fraga și Lerida.

## Plecarea germanilor
Cruciații germani, (luptători din Franconia, Bavaria și Suabia), au plecat în expediție pe drumuri terestre în mai 1147. Ottokar al III-lea al Stiriei s-a alăturat lui Conrad la Viena, iar regele Ungariei Geza al II-lea, dușmanul lui Conrad, a fost în cele din urmă convins să permită trecerea prin Ungaria a cruciaților. Când armatele occidentale au ajuns pe teritoriul bizantin, Manuel s-a temut de un atac, și trupele sale au fost puse pe poziții de luptă pentru a îndepărta orice amenințare. Au existat câteva hărțuieli cu cete de germani indisciplinați lângă Filippopolis și Adrianopol, unde generalul bizantin Prosouch l-a înfruntat pe nepotul lui Conrad, viitorul împărat Frederic. Pentru a înrăutăți și mai mult lucrurile, câțiva soldați germani au fost uciși în timpul unei inundații de la începutul lunii septembrie. Pe 10 septembrie, cruciații au ajuns la Constantinopol, în condițiile în care relațiile dintre Manuel și liderii expediției germane erau tensionate, aceștia din urmă fiind  convinși până în cele din urmă să treverseze în Asia Mică cât  mai repede posibil. Manuel a cerut lui Conrad să lase ceva trupe în urmă, care să-l ajute pe împărat să respingă atacurilor lui Roger al II-lea, care se dedase la atacuri de jaf împotriva orașelor grecești, dar Conrad a refuzat, în ciuda dușmăniei sale cu Roger. 

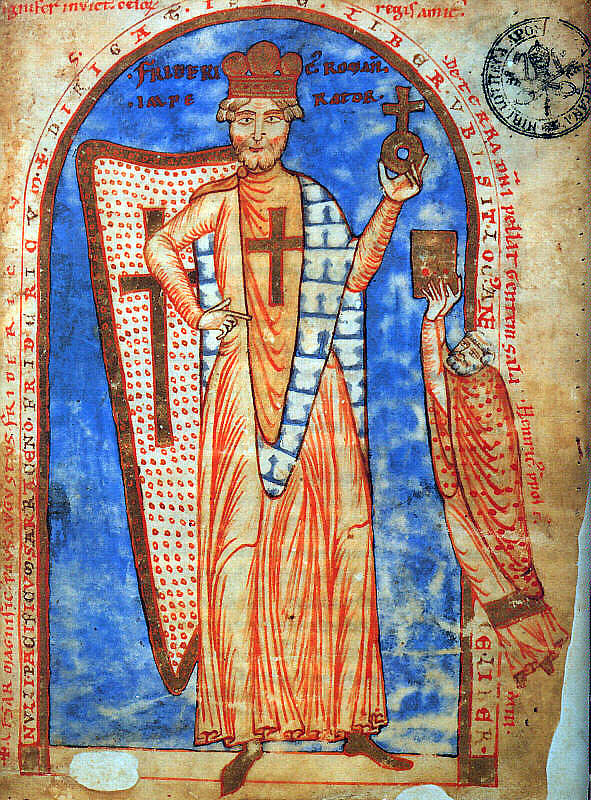
Împăratul Frederic I, duce al Suabiei, în timpul celei de-a doua cruciade

În Asia Mică, Conrad s-a hotărât să nu-i mai aștepte pe francezi și a plecat către Iconium, capitala Sultanatului Rüm al turcilor selgiucizi. Conrad și-a împărțit armata în  două coloane, dintre care una a fost distrusă de turci pe 25 octombrie 1147 în a doua bătălie de la Dorylaeum. Turcii au folosit tactica lor tradițională, prin care pretindeau că se retrag pentru ca apoi să contraatace. Musulamanii au atacat mica  forță a cavaleriei germane, care se îndepărtase prea mult de infanterie în timpul urmăririi fugarilor. Conrad a început o retragere înceată spre Constantinopol, armata sa fiind hărțuită fără încetare de turci, care atacau ariergarda sau subunitățile care pierduseră legătura cu corpul principal de oaste. Chiar și Conrad a fost rănit într-o luptă cu turcii. Cealaltă coloană, cea condusă de Otto de Freising, s-a deplasat spre sud de-a lungul coastei Mediteranei și a fost la rândul ei înfrântă de turci în 1148.

## Plecarea francezilor

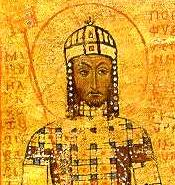
Frescă a împăratului Manuel I

Cruciații francezi au plecat din Metz în iunie, fiind conduși de Ludovic, Thierry de Alsacia, Renaut I de Bar, Amadei al III-lea de Savoia și fratele său vitreg, William al V-lea de Monferrato, alături de armatele lor din Bretania, Burgundia și Aquitania. O forță din Provența, condusă de Alfons de Toulouse, a așteptat până în august și a ales să plece pe mare. La  Worms, Ludovic s-a alăturat cruciaților din Normandia și Anglia. Ei au mers în relativă ordine pe același drum urmat de Conrad. Totuși, Ludovic a intrat în conflict cu Geza când acesta a descoperit că regele francez a permis unui pretendent la tronul Ungariei să se alăture armatei cruciate.
Și pe teritoriul bizantin au apărut conflicte, aici luptătorii din Lorena, care se aflau în avantgardă, au intrat în conflict cu unitățile germane întârziate. Situația politică se schimbase în regiune de la primele negocieri dintre regele francez și împăratul bizantin, Manuel ajungând la un armistițiu cu inamicul său Mas'ud, anulând campania împotriva Sultanatului Rüm. Această mișcare fusese gândită pentru a oferi bazileului libertatea de mișcare necesară pentru a-și  apăra imperiul de eventualele acțiuni agresive ale cruciaților, care aveau o reputație foarte proastă de hoți și trădători încă din timpul primei cruciade, când soldații occidentali jefuiseră Constantinopolul. Totuși, relațiile lui Manuel cu armata franceză au fost oarecum mai bune decât cele ce germanii, și Ludovic a fost primit cu bunăvoință în capitală. Unii dintre francezi s-au simțit ofensați de armistițiul lui Manuel cu turcii și au cerut organizarea unui atac împotriva Constantinopolului, dar legații papali i-a împiedicat să-și ducă la îndeplinire planurile.
Când armatele din Savoia, Auvergne și Montferrat i s-au alăturat lui Ludovic la Constantinopol, după ce se deplasaseră drumurile din Italia și traversaseră Mediterana plecând din Brindisi spre Durazzo, întreaga armată a fost transbordată peste Bosfor în Asia Mică. În conformitate cu tradiția împământenită de bunicul lui Manuel, Alexios I Comnen, împăratul bizantin i-a pus pe francezi să jure că vor retroceda teritoriile cucerite în timpul cruciadei Imperiului Bizantin. Francezii au fost încurajați de zvonurile unei presupuse cuceriri de către germani a Iconiumui. Deplasarea francezilor s-a făcut fără sprijinul vreunei unități bizantine, Manuel trebuind să facă față invaziei în Balcani a lui Roger al II-lea al Siciliei. Astfel, atât germanii cât și francezii au intrat în Asia fără sprijinul armatei bizantine, lucru care nu se întâplase în prima cruciadă.
Francezii au întâlnit resturile armatei lui Conrad la Niceea, cei doi unindu-și forțele. Armtele reunite au urmat același drum pe care se deplasase coloana lui Otto de-a lungul coastei mediteraneene și au ajuns la Efes în decembrie. Aici, conducătorii cruciaților au aflat despre pregătirile pe care le făceau turcii pentru atac. Manuel nu a promis niciun fel de ajutor militar, date fiind jafurile la care se dedaseră cruciații de-a lungul drumului. Între timp, Conrad s-a îmbolnăvit și s-a întors la Constantinopol. Ludovic, fără să ia seama la avertismentele cu privire la iminență unui atac turcesc, a părăsit Efesul.
Turcii erau pregătiți să atace, dar, într-o mică bătălie din afara orașului Efes, francezii au fost victorioși. Ei au ajuns la Laodicea la începutul lunii ianuarie 1148, la numai câteva zile după ce armata lui Otto de Freising fusese deja distrusă în aceeași zonă. Avantgarda condusă de Amadei de Savoia, deplasându-se mai rapid decât restul coloanei, s-a separat de grosul armatei, iar trupele de sub comanda lui Ludovic au fost puse pe fugă de turci. După spusele lui Odo de Deuil, Ludovic a scăpat doar după ce s-a suit într-un copac, nefiind observat de urmăritorii turci. Turcii nu i-au atacat în continuare pe francezii care s-au îndreptat către Adalia, mulțumindu-se doar să-i hărțuiască și să ardă toate proviziile pe care nu le puteau transporta, în felul acesta condamnându-și inamicii creștini și caii lor la moarte prin înfometare. Deși Ludovic ar fi dorit să continue să mărșăluiască cu trupele sale pe drumurile terestre, la insistențele celorlalți lideri s-a hotărât să se formeze o flotă la Adalia, de unde să plece pe calea apelor spre Antiohia. După ce corăbiile promise nu au putut ajunge în port timp de o lună datorită furtunilor puternice, vasele sosite s-au dovedit total insuficiente. Ludovic și apropiații lui au reușit să se îmbarce, în vreme ce cei mai mulți dintre cruciații de rând au trebuit să continue deplasarea spre Antiohia pe jos. Această armata a fost distrusă aproape în întregime de atacurile turcilor, de boli sau de foame.

## Călătoria spre Ierusalim
Ludovic a ajuns până în cele din urmă în Antiohia pe 19 martie și militarii săi să-l ajute în lupta cu turcii și să atace împreună Alepul. Ludovic a refuzat oferta, preferând mai degrabă să-și continue pelerinajul la Ierusalim, decât să se concentreze pe aspectele militare ale cruciadei.
Eleonora de Aquitania se bucura de șederea în Antiohia, dar unchiul ei Raimond îi cerea să rămână în oraș și să divorțeze de Ludovic, dacă acesta refuza în continuare să lupte împotriva turcilor. Ludovic a părăsit Antiohia și s-a îndreptat spre Tripoli. Între timp, Otto de Freising și resturile armatei sale au ajuns la Ierusalim la începutul lunii aprilie, fiind urmat în scurtă vreme de Conrad, iar Patriarhul latin al Ierusalimului Fulk a fost trimis în tabăra lui Ludovic pentru a-l invita să vină în Ierusalim. Flota care venea de la Lisabona a sosit în Țara Sfântă cam în această vreme, tot acum sosind și proversanii recrutați de Alfons de Toulouse. Alfons a murit pe drumul spre Ierusalim, bănuindu-se că ar fi fost mâna nepotului său, Raimond al II-lea al Tripolelui, care se temea de aspirațiile politice ale unchiului său.

## Conciliul de la Acra

Moscheia omeiadă din centrul Damascului

În Ierusalim, interesul cruciaților s-a îndreptat rapid către Damasc, ținta preferată a regelui Balduin al III-lea și a cavalerilor templieri. Conrad a fost convins să ia parte la această expediție. Când a ajuns și Ludovic, Înalta Curte din Ierusalim a fost convocată la Acra pe 24 iunie. Aceasta a fost cea mai spectaculoasă întâlnire a Înaltei Curți, la ședințele ei fiind prezenți personalități precum  Conrad, Otto, Henric al II-lea al Austriei, viitorul împărat Frederic I Barbarossa (în acele vremuri duce al Suabiei) și William al V-lea de Montferrat, reprezentând Sfântul Imperiu Roman; Ludovic, Bertrand, fiul lui Alfons, Thierry de Alsacia și diferiți lorzi seculari sau clerici reprezentând Franța; regele Balduin, regina Melisenda, patriarhul latin al Ierusalimului Fulk, Robert de Craon (maestru al Ordinului Templierilor), Raimond du Puy de Provența (maestru al Ordinului cavalerilor ospitalieri), Manasses de Hierges (conetabil al Ierusalimului]), Humphrey al II-lea al Toronului, Filip de Milly și Barisan de Ibelin, reprezentând Regatul Ierusalimului. Ar mai trebui amintit că nu au fost prezenți nicun reprezentant din Antiohia, Tripoli sau din fostul Comitat al Edessei. Unii dintre cavalerii francezi au considerat că și-au îndeplinit scopul pelerinajului și și-au exprimat dorința să se întoarcă în patrie. Unii dintre nobilii originari din Ierusalim au subliniat că nu ar fi fost înțelept să atace Damascul, care se dovedise un aliat de nădejde împotriva dinastiei Zengide. Totuși, Conrad, Ludovic și Balduin au insistat să fie atacat Damascul, iar în iulie a fost concentrată o armată aliată la Tiberias.

## Asediul Damascului
Cruciații au hotărât să atace orașul dinspre vest, în zona apuseană aflându-se plantații de pomi fructiferi, care le-ar fi asigurat o sursă importantă de hrană. Cruciații au ajuns la Damasc pe 23 iulie, avându-i pe militarii din Ierusalim în avantgardă și pe cei ai lui Conrad în ariergardă. Musulamanii au atacat armatele creștine pe tot parcursul înaintării lor prin livezi, dar cruciații au reușit să-i respingă pe damaschini peste râul Barada până în oraș. Cruciații au inițiat asediul imediat ce au ajuns în fața porților Damascului. Asediații ceruseră ajutorul mai multor lideri musulmani: Saif ad-Din Ghazi I al Alepului și Nur ad-Din al Mosulului. Vizirului Mu'in ad-Din Unur a încercat fără succes despresurarea Damascului printr-un atac concentrat asupra taberei cruciate. Neîncrederea se manifesta în ambele tabere: Unur nu avea încredere în Saif ad-Din sau în Nur ad-Din, deoarece se temea că Damascul ar fi fost ocupat de musulmanii veniți în ajutor, iar cruciații nu cădeau de acord asupra cărui conducător creștin i s-ar fi cuvenit stăpânirea orașului după cucerirea lui. Pe 27 iulie, cruciații au decis să se mute pe parte de răsărit a orașului, care era mai slab fortificată, în zonă fiind însă resurse mai mici de apă și de alimente. Cum Nur ad-Din ocupase poziții în partea de vest a Damascului, cruciații nu au mai putut să se reîntoarcă pe pozițiile inițiale. Mai întâi Conrad și mai apoi întreaga oaste creștină au decis să se retragă la Ierusalim.

## Urmări
Toți creștinii s-au simțit trădați de partenerii lor de luptă. A fost făcut un nou plan pentru atacarea Ascalonulu, iar Conrad s-a deplasat acolo cu trupele, dar n au primit niciun ajutor, datorită lipsei de încredere a aliaților săi. Expediția împotriva Ascalonului a fost abandonată, iar Conrad s-a reîntors la Constantinopol pentru a întări alianță cu bazileul Manuel. În acest timp, Ludovic a rămas la Ierusalim  până în 1149. În Europa, Bernard de Clairvaux a fost la rândul lui umilit atunci când încercările lui de organizare a unei noi cruciade au eșuat, el încercând să se disocieze de catastrofa celei de-a doua cruciade. Bernard a murit în 1153.
Asediul Damascului a avut consecințe dezastruoase pe termen lung pentru Ierusalim. Damaschinii nu au mai avut încredere în regatul cruciat, iar orașul a fost predat lui Nur ad-Din în 1154. Balduin al III-lea a cucerit Ascalonul în 1153, ceea ce a făcut ca Egiptul să se implice activ în conflictul din regiune. Ierusalimul a reușit să avanseze în continuare în Egipt, ocupând pentru puțin timp orașul Cairo. Relațiile cu Imperiul Bizantin erau schimbătoare, iar dinspre Europa Occidentală nu mai soseau ajutoare după dezastrul cruciadei a doua. Regele Amalric I al Ierusalimului s-a aliat cu bizantinii și a participat la o invazie a Egiptului în 1169, dar expediția a fost până în cele din urmă un eșec. În 1171, Saladin, nepotul unuia dintre generalii lui Nur ad-Din's, a fost proclamat Sultan al Egiptului, reușind să unească Egiptul și Siria și desăvârșind astfel încercuirea Regatului Ierusalimului. Alianța cruciato-bizantină s-a destrămat odată cu moartea împăratului Manuel I în 1180, iar, în 1187, Ierusalimul a fost cucerit de Saladin. Forțele lui Saladin au început lupta pentru ocuparea tuturor orașelor importante ale statelor cruciate, aceste serii de atacuri precipitând convocarea cavalerilor creștini pentru o nouă cruciadă